# Suryaa
Suryaa is een Telugu-dagblad, dat uitkomt in de Indiase deelstaten Andhra Pradesh en Telangana. De krant werd in 2008 opgericht door Nukarapu Surya Prakash Rao. De krant wil onder meer aandacht schenken aan de politiek ten aanzien van de achtergestelde kasten van Andhra Pradesh en staat er om bekend te schrijven over sociale onderwerpen, scams te onthullen en sociale onrechtvaardigheid aan de kaak te stellen.